# كلود بيرين
كلود بيرين (بالفرنسية: Claude-Victor Perrin )‏ (و. 1764 – 1841 م) هو سياسي، وعسكري فرنسي، توفي في باريس، عن عمر يناهز 77 عاماً.

## مناصب
تولى منصب وزير الحرب، وPair of France ‏.

## الخدمة العسكرية
خدم في مشاة.

## جوائز
حصل على جوائز منها:
- مارشال الإمبراطورية
- فارس ترتيب سانت ميشيل
- وسام الصليب الأكبر لجوقة الشرف
- مارشال فرنسا
- Knight of the Order of the Holy Spirit  [لغات أخرى]‏
- Grand Cross of the Royal and Military Order of Saint Louis ‏
- أسماء منقوشة تحت قوس النصر بباريس.

## روابط خارجية
- كلود بيرين على موقع الموسوعة البريطانية (الإنجليزية)